# Who’s Nailin’ Paylin?

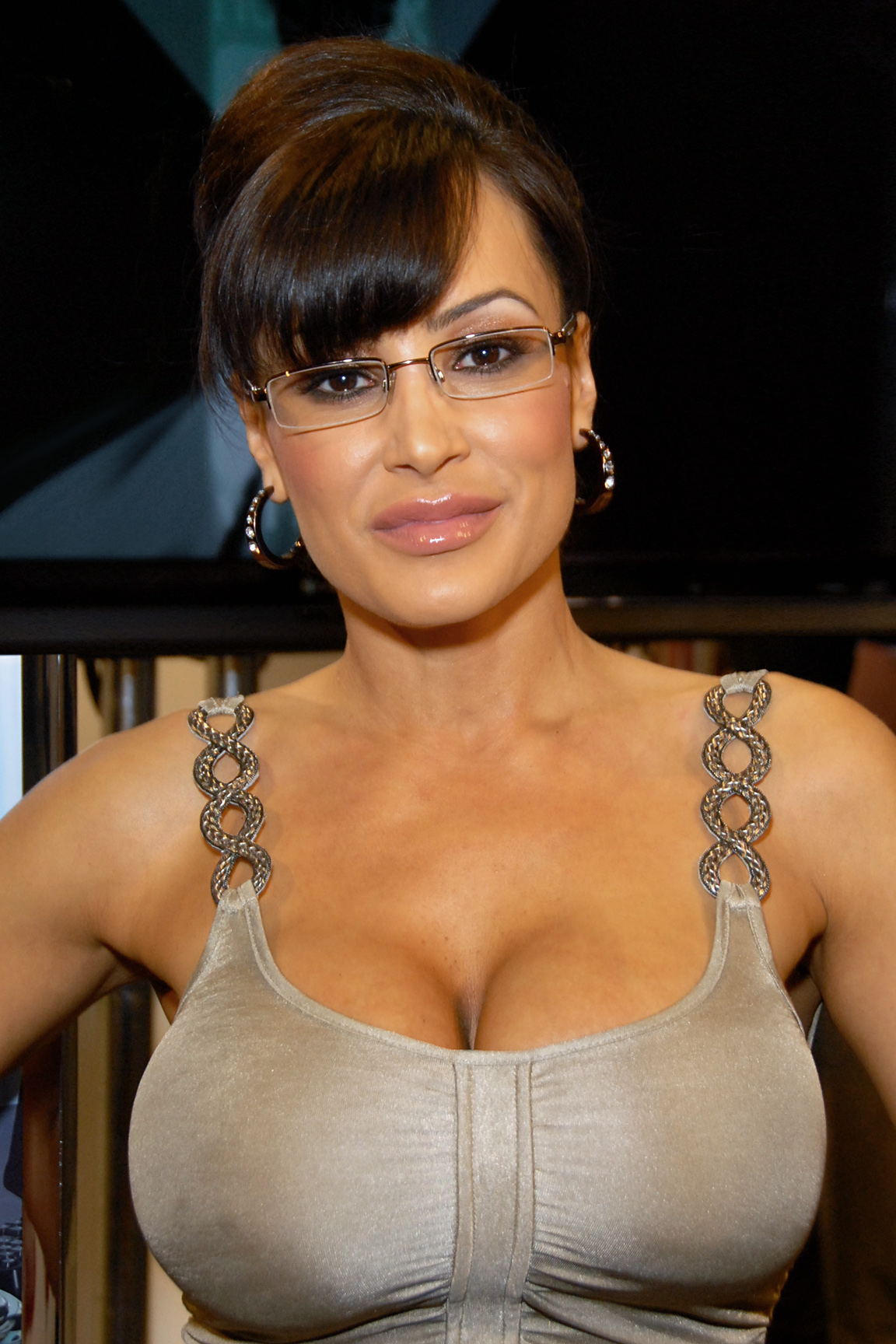
Lisa Ann in ihrer Rolle Serra Paylin auf der AVN Expo in Las Vegas, 2010

Who’s Nailin’ Paylin? ist ein US-amerikanischer Pornofilm aus dem Jahr 2008.
Der Film versteht sich als Satire auf Sarah Palin, die ehemalige Gouverneurin des US-Bundesstaates Alaska und Kandidatin der Republikanischen Partei um die Vizepräsidentschaft bei den Präsidentschaftswahlen 2008. Neben Palin werden auch ihr Mann Todd, der Journalist und Fernsehmoderator Bill O’Reilly, die US-Außenministerin Condoleezza Rice und die ehemalige First Lady und Bewerberin um die Präsidentschaftskandidatur Hillary Clinton parodiert.
Veröffentlicht wurde der von Larry Flynts Magazin Hustler produzierte Film am Wahltag, dem 4. November 2008.
Aus dem Film hat sich mittlerweile eine ganze Serie entwickelt (allerdings mit der echten Schreibweise des Nachnamens), die auch andere Prominente und Politiker aufs Korn nimmt: So erschienen mit Letterman’s Nailin’ Palin (2009), Obama Is Nailin’ Palin (2009), You’re Nailin’ Palin Interactive (2009), Hollywood’s Nailin’ Palin (2010) sowie Who’s Nailin’ Palin? 2 (2011) bereits fünf Nachfolger.

## Handlung
Nach einer Texttafel, die auf den parodistischen Anspruch des Films hinweist, folgen sechs Episoden in losem Zusammenhang aufeinander:
1. Zwei russische Soldaten bitten um Einlass in Serra Paylins Wohnzimmer, da sie Probleme mit ihrem Panzer haben; einen platten Reifen („We have a flat tire“). Paylin gewährt ihnen Zugang und es kommt zu einem Flotten Dreier.
2. Bezugnehmend auf die vorangegangene Szene titelt eine eingeblendete Tageszeitung „Paylin endorses Russian penetration!“ („Paylin befürwortet russisches Eindringen“). Bill Orally folgt mit einem Kommentar aus einem Fernsehstudio, in dem er Paylins Außenpolitik lobt und die „hypocritical left“ („heuchlerische Linke“) geißelt. Orallys Sendung heißt hier The Orally Factor von Faux News, als Parodie auf The O’Reilly Factor von Fox News.
3. In einem Hotel in Washington, D.C. bereitet eine Mitarbeiterin des Weißen Hauses Paylin auf eine Pressekonferenz vor, wobei sich Paylin bei Testfragen etwas unklug verhält. Nach Ende des Briefings verlässt Paylin die Räume, um ins Bett zu gehen. Kurz darauf kriecht Paylins Mann unter dem Bett der Beraterin hervor. Die Szene endet mit Analverkehr der beiden und einem abschließenden Cumshot.
4. Paylin liegt im Bett und träumt von Sex mit dem Geschäftspartner ihres Mannes, der Schneemobile verkauft.
5. In ihrem folgenden Traum erlebt sie als junge Serra Paylin eine Unterrichtsstunde im College im Jahre 1987. In einem pseudowissenschaftlichen Exkurs beziffert Paylin das Alter der Erde auf 10.000 Jahre und bezeichnet Fossilien als einen Trick des Teufels, um die Menschheit zu täuschen. Nach dem Unterricht bittet Paylin den Professor um Rat, um sich gegen Hexenzauber zu schützen. Er zeigt sich bereit, ihr ein Ritual zu zeigen: es kommt zum Cunnilingus und anschließendem Geschlechtsverkehr.
6. Ein weiterer Monolog Orallys, bei dem er versucht, die passenden Worte zu finden, führt Paylins Pressekonferenz ein, auf der sie sich gegen den Vorwurf des Ehebruchs zur Wehr setzt. Nach ihrer Ansprache taucht Hillary unter dem Rednerpult hervor, von wo sie Paylin oral stimuliert hat. Beide ziehen sich in einen Hinterraum zur gegenseitigen Befriedigung zurück. Überraschend stößt auch Condoleezza Rice dazu.

Im Anschluss an den Abspann spricht Serra Paylin den Zuschauer direkt an, wie es bei US-amerikanischen Wahlkampffilmen üblich ist: „Hi, I’m Serra Paylin and I approved this message.“ („Hallo, ich bin Serra Paylin und ich billige diese Botschaft.“)

## Auszeichnungen
- 2009: XBIZ Award – Marketing Campaign of the Year (Hustler Video, Who’s Nailin’ Paylin?)
- 2010: AVN Award – Clever Title of the Year

## Produktion
Wenige Tage nach der Ernennung Palins zur Vizepräsidentschaftskandidatin wurde von Mitarbeitern der Firma Larry Flynt Publications ein anonymes Hilfegesuch auf Craigslist eingestellt. Auf der Suche nach einem Palin-Look-Alike boten sie der potentiellen Darstellerin $3.000 für einen Dreh in den folgenden zehn Tagen. Laut der Autorin Violet Blue war dies „a pretty shocking amount of money“, zumal die Stellenbeschreibung der Annonce mit „no anal“ präzisiert wurde.
Nach dem Casting hatte Lisa Ann nur vier Tage Zeit, sich mit der Rolle vertraut zu machen. Als Vorlage galten ihr Palins Auftritt bei der Fernsehdebatte der Vizepräsidentschaftskandidaten und Tina Feys Palin-Parodie in Saturday Night Live. Die Dreharbeiten begannen am 11. Oktober 2008 in den North-Avenue-Studios in Westport im US-Bundesstaat Connecticut und wurden innerhalb von zwei Tagen fertiggestellt.
Der Untertitel des Films Adventures of a Hockey MILF bezieht sich zum einen auf Palins Aussagen, eine „Hockey Mom“ zu sein, zum anderen auf öffentliche Äußerungen über Palin, die sie als MILF oder VPilf („Vice President I’d Like to Fuck“) bezeichnen.
Während des Films wird Palins politische Unerfahrenheit kritisiert. In der zweiten Szene zum Beispiel stellt die Mitarbeiterin des Weißen Hauses Paylin Fragen zu Allgemeinwissen und prüft Wörter wie „absolut“, „bestimmt“ etc., welche auf Bitte, diese zu wiederholen, von Paylin mit „You betcha“ wiederholt werden. Später soll Paylin mit Abraham Lincoln eine historische Persönlichkeit erraten, was ihr wiederum nicht gelingt. Solche und ähnliche Elemente finden sich auch in der Szene zur Pressekonferenz.

Beteiligte Darsteller
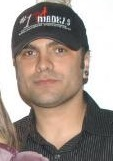
Sascha als russischer Soldat
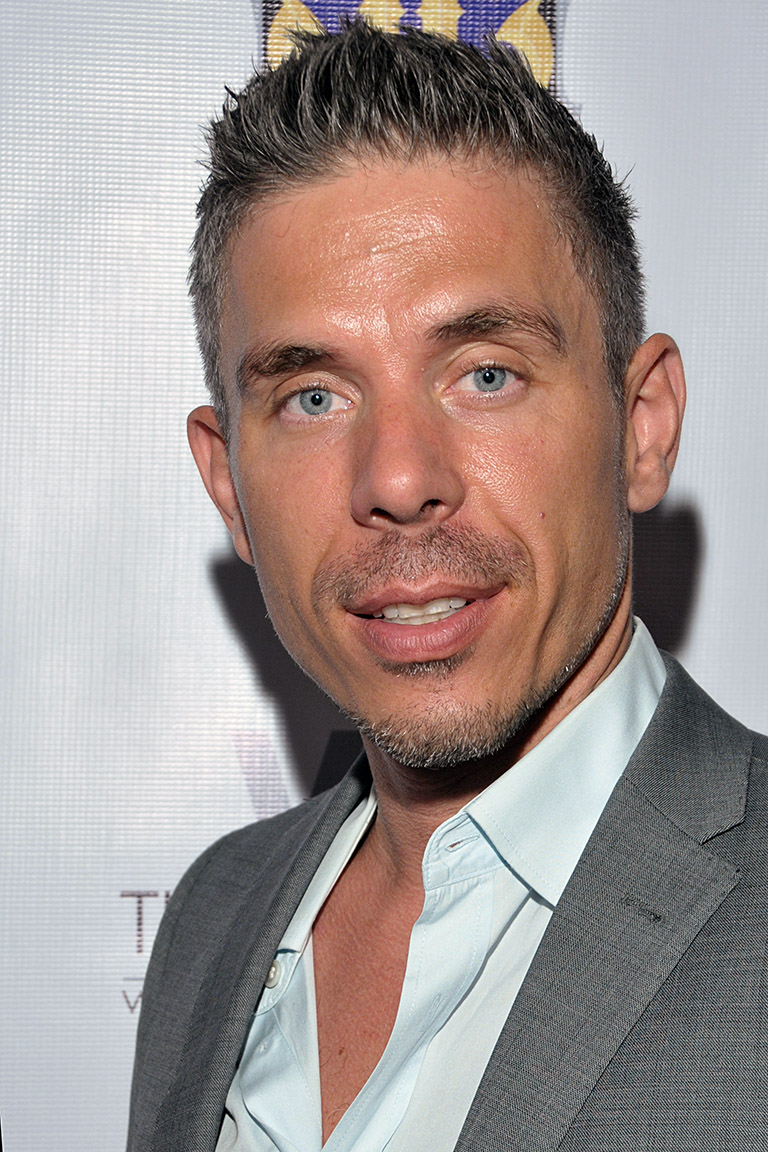
Mick Blue als russischer Soldat
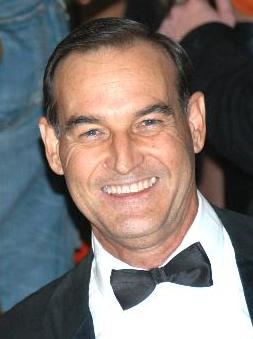
Mike Horner als Bill Orally
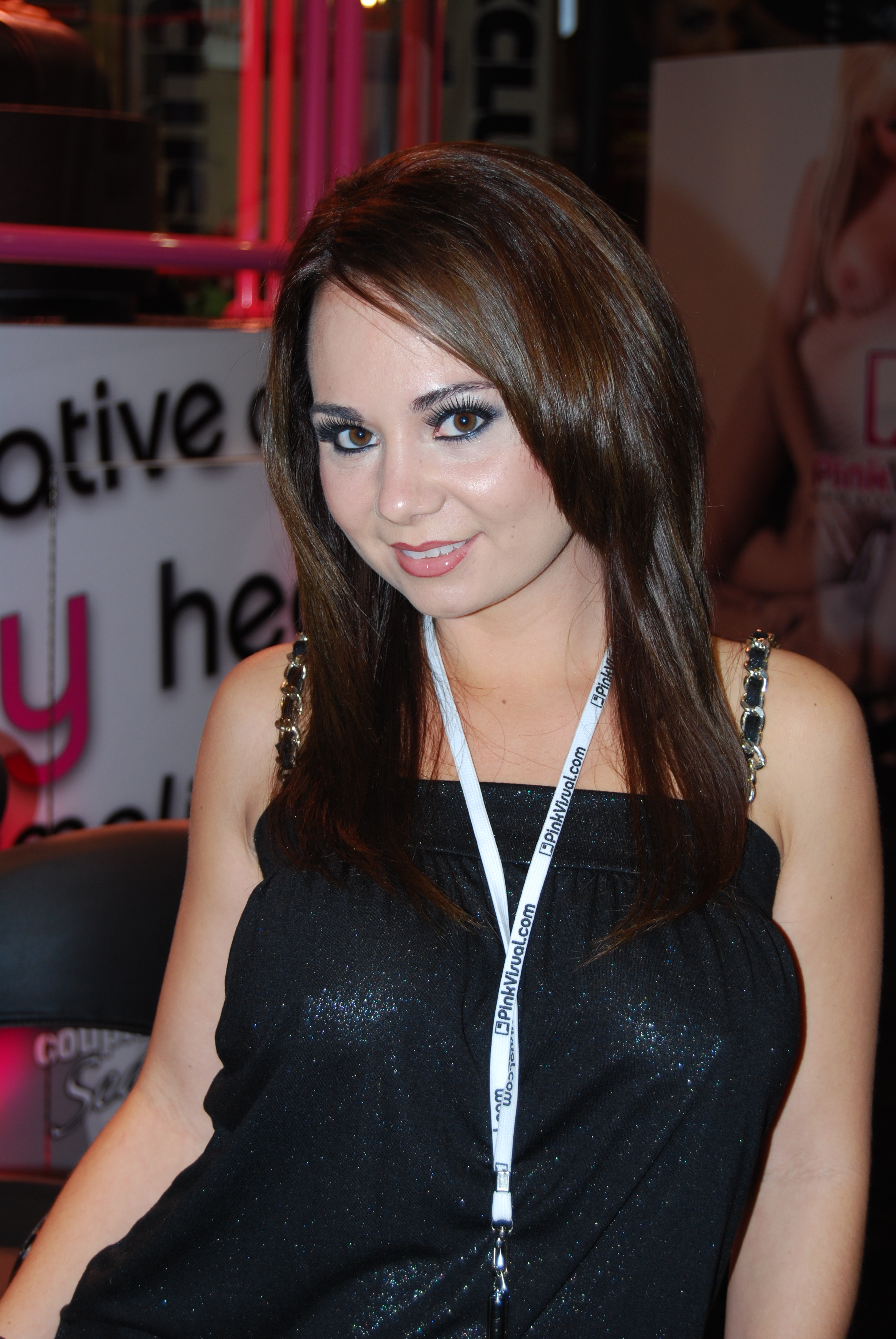
Holly West als Female Intern
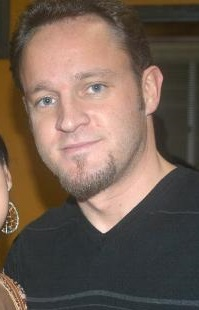
Alec Knight als Ehemann
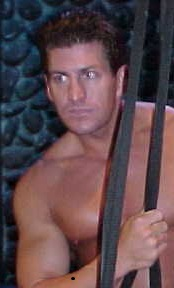
Lee Stone als Geschäftspartner
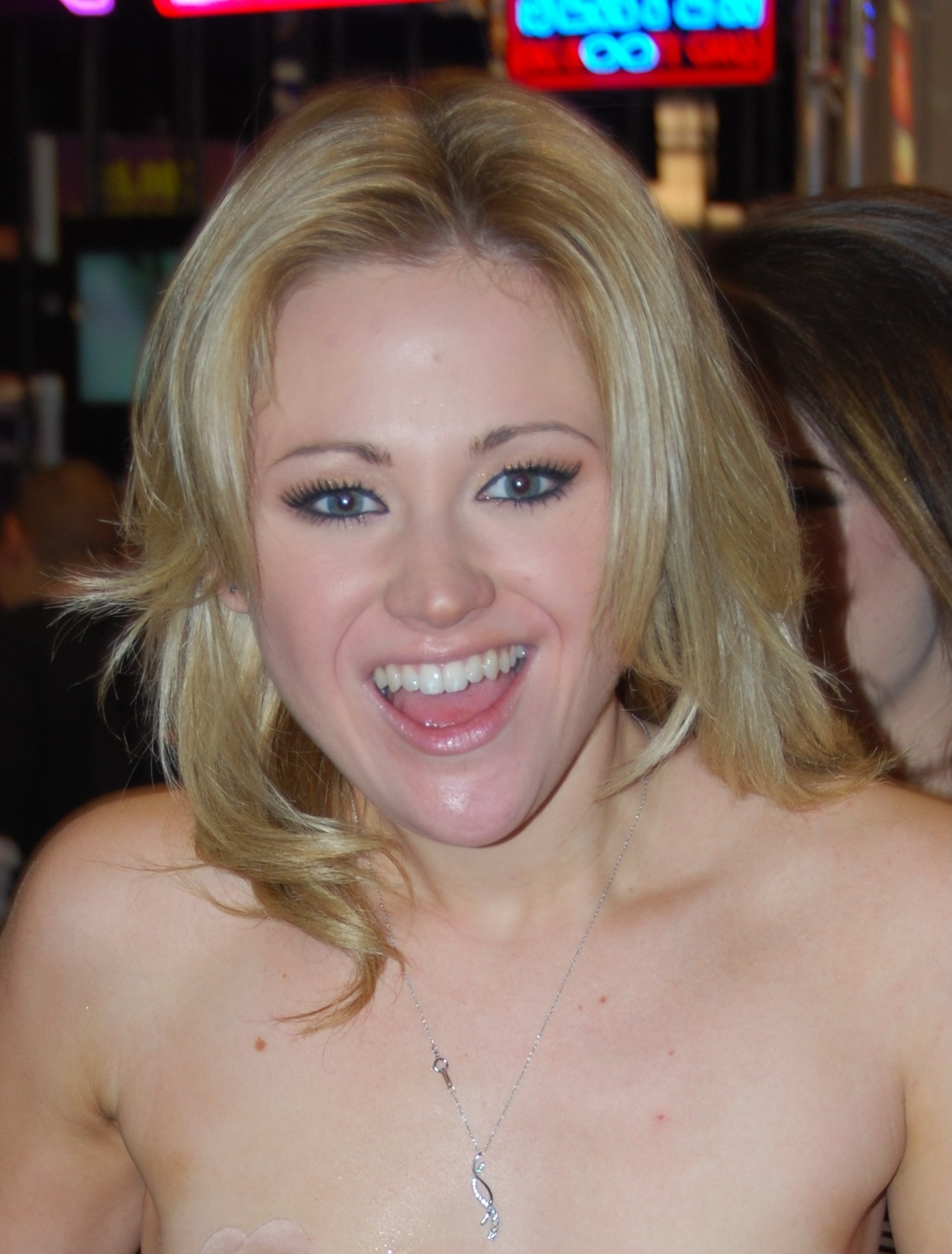
Sindee Jennings als junge Paylin
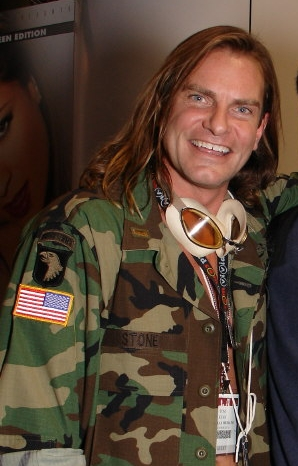
Evan Stone als Professor
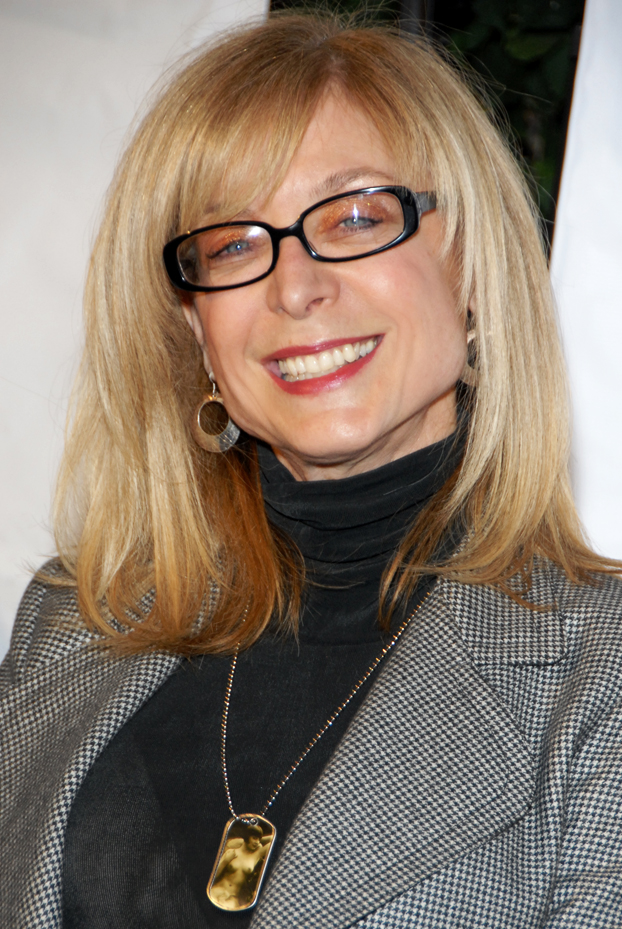
Nina Hartley als Hillary
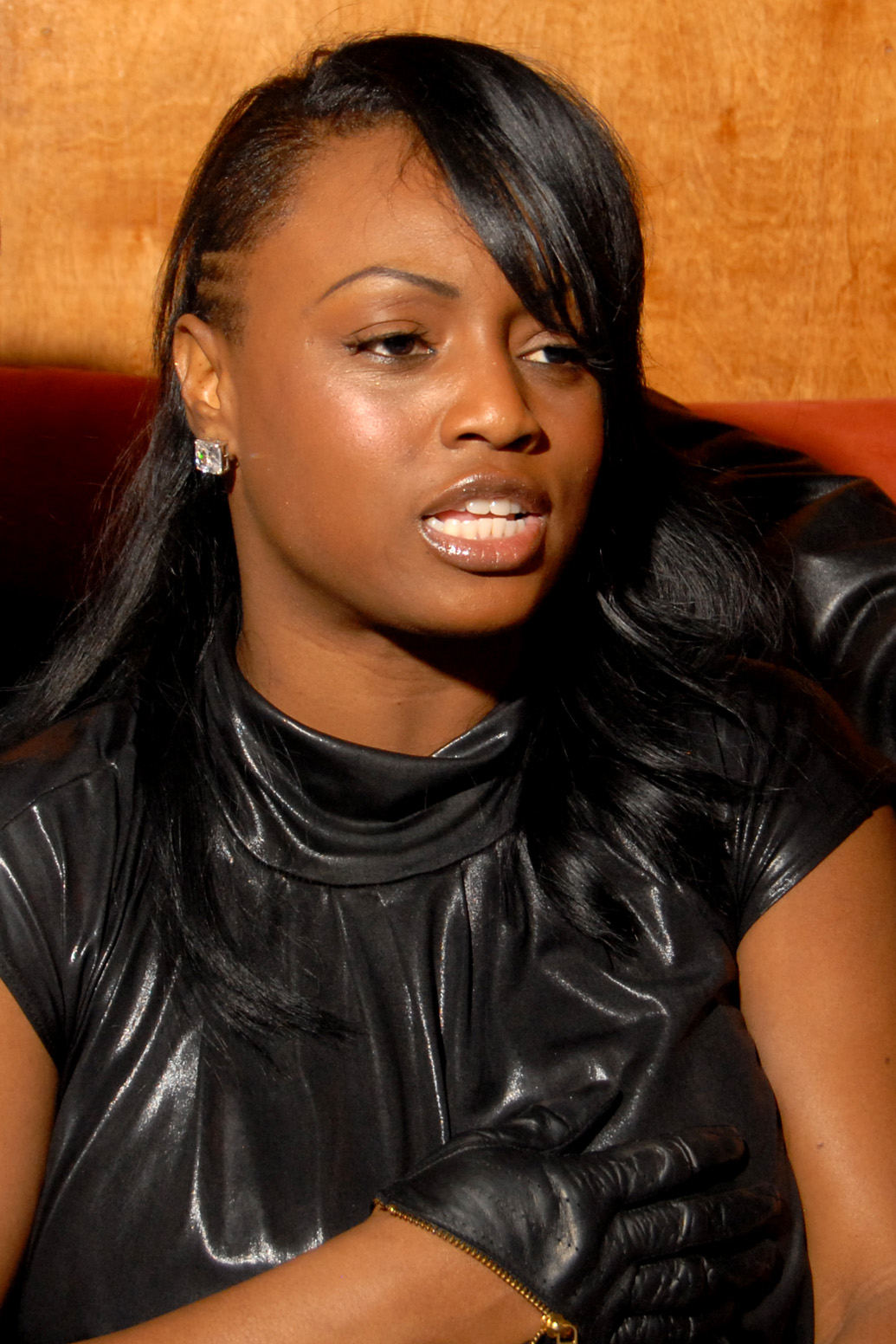
Jada Fire als Condoleezza Rice

## Rezeption
Nachdem die Ankündigung und die Veröffentlichung des Films von der Presse begleitet wurden, sorgte auch ein Telefonstreich zweier Komiker aus Kanada für Aufsehen. Am 1. November 2008 telefonierten sie mit Sarah Palin und gaben sich als Nicolas Sarkozy aus. Er betonte ihr gegenüber besonders, „the documentary on your life, Hustler’s Who’s Nailin’ Paylin?“ genossen zu haben. Palin antwortet mit den Worten „Oh good, thank you“.